# سفارت کره شمالی در برلین
سفارت کره شمالی در برلین (به آلمانی: Nordkoreanische Botschaft in Berlin) یک سفارت و ساختمان در آلمان است که در میته، برلین واقع شده‌است.